# AAA FAN MEETING ARENA TOUR 2018 〜FAN FUN FAN〜
『AAA FAN MEETING ARENA TOUR 2018 〜FAN FUN FAN〜』（トリプルエー・ファンミーティングアリーナツアー・2018 ファンファンファン）は、日本の音楽グループ・AAAが2018年11月7日にリリースした映像作品。

## 追加情報
- 特典映像には2018年7月7日にさいたまスーパーアリーナで行われたアリーナ映像「ゲーム対決①昼の部」と「ゲーム対決②夜の部」が収録されている。
- DVDとBlu-ray初回盤には透明スリーブ、カスタマイズ用のロゴステッカー、ポストカードが付いている。

## 収録映像曲

### Disc1
1. OPENING
2. SHOW TIME
3. NEW
4. MAGIC
5. No Way Back
6. GAME OVER?
7. ゲーム対決
8. LIFE
9. STORY
6人体制で、初披露
10. ハリケーン・リリ、ボストン・マリ

### Disc2
- 特典映像①
ゲーム対決①(2018.7.7 in さいたまスーパーアリーナ 昼の部)
ゲーム対決②(2018.7.7 in さいたまスーパーアリーナ 夜の部)
- 特典映像②
AAA FAN MEETING TOUR Documentary